# Pie-d’Orezza
Pie-d’Orezza település Franciaországban, Haute-Corse megyében. Lakosainak száma 37 fő (2022. január 1.). Pie-d’Orezza San-Lorenzo, Cambia, Campana, Carticasi, Piedicroce, Piedipartino és Stazzona községekkel határos.

## Népesség
A település népességének változása:
| Lakosok száma | 58   | 43   | 39   | 33   | 35   | 35   | 37   | 38   | 38   | 37   |
|               | 1968 | 1982 | 1990 | 2006 | 2013 | 2015 | 2017 | 2019 | 2020 | 2022 |